# RIANZ Top 40 Singles Chart
RIANZ Top 40 Albums Singles službena je novozelandska tjedna ljestvica singlova koju izdaje RIANZ. 
Uključuje 40 radijski najslušanijih (tzv. airplay) i najprodavanijih singlova (albuma i digitalnih preuzimanja) u proteklomu tjednu. Prodaja zauzima 75%, a radijska slušanost 25% uspjeha singlova. Prije 2004. godine RIANZ je objavljivao i godišnje ljestvice. Prvo mjesto singla na ljestvici donosilo je 50 bodova za godišnju ljestvicu, 49 za drugo itd. Od 2004. godine nadalje godišnja ljestvica temeljena je na prodaji singlova u tekućoj godini.

## Rekordi

### Izvođači s najviše broj 1 singlova
15 singlova
- The Beatles ("Michelle" "Paperback Writer Yellow Submarine" "Eleanor Rigby" "Penny Lane" "All You Need Is Love" "Hello" "Goodbye" "Lady Madonna" "Hey Jude" "Revolution" "Ob-La-Di, Ob-La-Da" "Get Back" "The Ballad of John & Yoko" "Something" "Come Together" "Let It Be")

9 singlova
- Michael Jackson ("Don't Stop Til You Get Enough" "Beat It" "We Are the World" "Black Or White" "Remember the Time" "Give In To Me" "Scream" "You Are Not Alone" "Blood on the Dance Floor")

8 singlova
- U2 ("Pride (In The Name of Love)" "Where The Streets Have No Name" "One Tree Hill" "Desire" "Angel of Harlem" "Fly" "Hold Me, Thrill Me, Kiss Me, Kill Me" "Discothéque")

7 singlova
- Bee Gees ("Spicks & Specks" "Massachusetts" "I Started A Joke" "Don't Forget to Remember" "Stayin' Alive" "Too Much Heaven" "Tragedy")

- Mariah Carey ("Vision of Love" "I'll Be There" "Without You" "Endless Love" "Fantasy" "One Sweet Day" "Heartbreaker")

- Akon ("Lonely" "Moonshine" "Smack That" "The Sweet Escape" "Don't Matter" "Bartender" "Sexy Bitch")

6 singlova
- Eminem ("Without Me" "Lose Yourself" "Just Lose It" "Smack That" "We Made You" Beautiful")

- ABBA ("I Do, I Do, I Do, I Do, I Do" "SOS" "Fernando" "Dancing Queen" "Money, Money, Money" "Chiquitita")

- Elton John ("Crocodile Rock" "Goodbye Yellow Brick Road" "Philadelphia Freedom" "Don't Go Breaking My Heart" "Nikita" "Candle in the Wind")

5 singlova
- UB40 ("Food For Thought" "Red Red Wine; I Got You Babe" "I'll Be Your Baby Tonight" "I Can't Help Falling In Love With You")

- Madonna ("Into the Groove" "Like a Prayer" "Vogue" "Music" "Don't Tell Me")

- hris Brown ("Run It!" "Kiss Kiss" "With You" "No Air" "Forever")

- Black Eyed Peas ("Where Is The Love?" "Shut Up" "Don't Phunk with My Heart" "My Humps" "I Gotta Feeling")

### Pjesme koje su se zadržale najduže na broju 1
14 tjedana
- Boney M - "Rivers of Babylon"

12 tjedana
- Freddy Fender - "Wasted Days and Wasted Nights"
- Scribe - "Stand Up"

11 tjedana
- Pussycat - "Mississippi"
- Whitney Houston - "I Will Always Love You"
- Smashproof ft. Gin Wigmore - "Brother"
- Crazy Frog - "Axel F"

10 tjedana
- Tony Orlando & Dawn - "Tie a Yellow Ribbon Round the Ole Oak Tree"
- UB40 - "Can't Help Falling in Love"
- Lady GaGa - "Poker Face"

9 tjedana
- Black Eyed Peas - "I Gotta Feeling"
- Avril Lavigne - "Complicated"
- All Of Us - "Sailing Away"
- ABBA - "Fernando"
- Elton John ft. Kiki Dee - "Don't Go Breaking My Heart"